# Saturnia abafii
Saturnia abafii är en fjärilsart som beskrevs av Aigner-abafi. Saturnia abafii ingår i släktet Saturnia och familjen påfågelsspinnare. Inga underarter finns listade.